# فالنتين لارالدي
فالنتين لارالدي (بالإسبانية: Valentín Larralde)‏ هو لاعب كرة قدم أرجنتيني، ولد في 15 نوفمبر 2000 في Berazategui Partido ‏ في الأرجنتين.

## وصلات خارجية
- فالنتين لارالدي على موقع قاعدة بيانات كرة القدم.إي يو (الإنجليزية)
- فالنتين لارالدي على موقع Soccerway.com (الإنجليزية)